# Dirka po Franciji 1913
Dirka po Franciji 1913 je bila 11. dirka po Franciji, ki je potekala od 29. junija do 27. julija 1913. Dirka s 15. etapami je imela skupno dolžino trase 5.388 km, povprečna hitrost zmagovalca pa je bila 26,715 km/h. Kolesarji so prvič doslej vozili v smeri nasprotni urinemu kazalcu, prav tako so prvič doslej vozili tudi zunaj v Francije; s ciljem v 11. etapi in startom naslednje etape v švicarski Ženevi. Ponovno je bil na dirko uveden sistem razvrstitve tekmovalcev po času, ukinjen na Touru 1905, ko je bil sprejet točkovni sistem.
Skupno je zmagal Belgijec Philippe Thys, potem ko je v šesti gorski etapi odstopil do tedaj vodilni in hkrati zmagovalec predhodnjega Toura Odile Defraye.
Ekipno zmago je po nekajletni prevladi Alcyona doseglo kolesarsko moštvo Peugeot.

## Pregled
| Kategorije                          | Podatki       |
| ----------------------------------- | ------------- |
| Začetek-konec                       | Pariz - Pariz |
| Dolžina (km)                        | 5.287         |
| Število etap                        | 15            |
| Povprečna hitrost zmagovalca (km/h) | 26,715        |
| Kolesarjev                          | 140           |
| Tekmo končalo                       | 25            |

| Etapa | Datum     | Start in cilj                       | Dolžina | Etapni zmagovalec   | Čas         | Vodeči             |
| ----- | --------- | ----------------------------------- | ------- | ------------------- | ----------- | ------------------ |
| 1     | 29. junij | Pariz - Le Havre                    | 388 km  | Giovani Micheletto  | 14h 09' 47" | Giovani Micheletto |
| 2     | 1. julij  | Le Havre - Cherbourg                | 364 km  | Jules Masselis      | 12h 20' 06" | Jules Masselis     |
| 3     | 3. julij  | Cherbourg - Brest                   | 405 km  | Henri Pelissier     | 13h 58' 45" | Odile Defraye      |
| 4     | 5. julij  | Brest - La Rochelle                 | 470 km  | Marcel Buysse       | 16h 10' 16" | Odile Defraye      |
| 5     | 7. julij  | La Rochelle - Bayonne               | 379 km  | Henri Van Lerberghe | 12h 40' 28" | Odile Defraye      |
| 6     | 9. julij  | Bayonne - Luchon                    | 326 km  | Philippe Thys       | 13h 54' 23" | Philippe Thys      |
| 7     | 11. julij | Luchon - Perpignan                  | 324 km  | Marcel Buysse       | 11h 55' 40" | Marcel Buysse      |
| 8     | 13. julij | Perpignan - Aix-en-Provence         | 325 km  | Gustave Garrigou    | 10h 42' 16" | Marcel Buysse      |
| 9     | 15. julij | Aix-en-Provence - Nica              | 356 km  | Firmin Lambot       | 13h 34' 26" | Philippe Thys      |
| 10    | 17. julij | Nica - Grenoble                     | 333 km  | François Faber      | 13h 08' 37" | Philippe Thys      |
| 11    | 19. julij | Grenoble - Ženeva                   | 325 km  | Marcel Buysse       | 12h 01' 42" | Philippe Thys      |
| 12    | 21. julij | Ženeva - Belfort                    | 335 km  | Marcel Buysse       | 12h 31' 02" | Philippe Thys      |
| 13    | 23. julij | Belfort - Longwy                    | 325 km  | François Faber      | 11h 29' 23" | Philippe Thys      |
| 14    | 25. julij | Longwy - Dunkerque                  | 393 km  | Marcel Buysse       | 14h 21' 55" | Philippe Thys      |
| 15    | 27. julij | Dunkerque - Pariz, Parc des Princes | 340 km  | Marcel Buysse       | 12h 01' 37" | Philippe Thys      |